# Världsorganisationen mot tortyr
Världsorganisationen mot tortyr (OMCT) är en internationell frivilligorganisation som verkar för mänskliga rättigheter emot tortyr. Organisationen grundades 1986 i Genève, Schweiz.
Barn och tortyr: OMCT har avsnitt om barns och kvinnors situation.